# Sing i čchüan

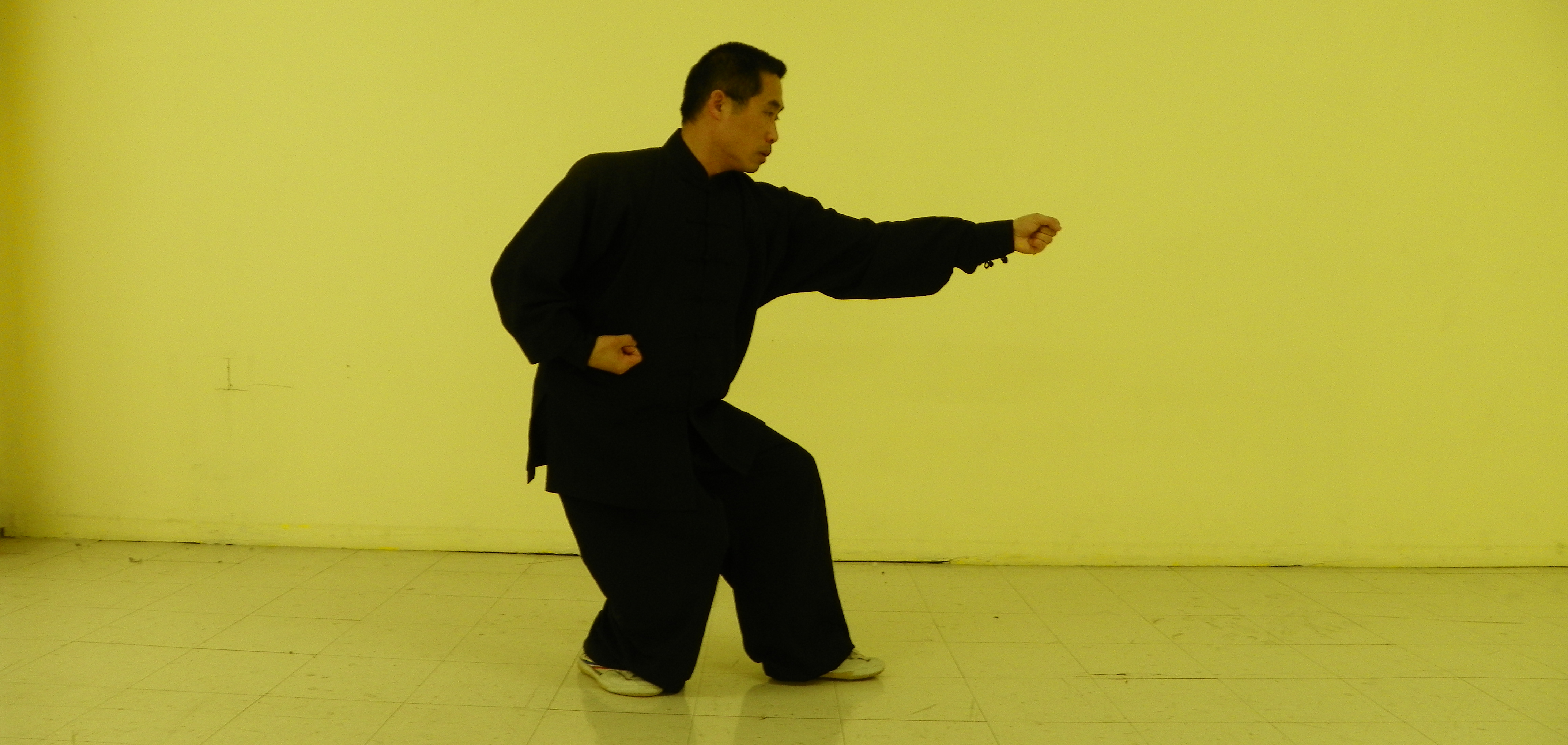
Jang Chaj předvádějící peng čchüan, jednu z „pěti pěstí“ sing i čchüanu

Sing i čchüan (čínsky pchin-jinem xíng yì quán, znaky tradiční 形意拳) je čínské bojové umění, pocházející z kláštera Šaolin odkud jej Ťi Lung Feng přinesl do provincie Šan-si a jeho žáci rozšířili do provincií Che Nan, Che Pej a dále do celého světa. Charakterizuje jej přímočarý postup vpřed, doprovázený výbušnými pohyby obrany a útoku s cílem překonat protivníka. Stejně jako v případě pa-ťi čchüanu jde o bojové umění se silnou vazbou na boj s kopím – bez tréninku s kopím je obtížné zvládnout mechaniku pohybů sing i čchüanu.
Během doby se vyvinulo mnoho stylů sing i čchüanu. Jejich společným základem je cvičení čang čuangu (technika stabilních postojů a rozvinutí svalové bdělosti), používání san tchi š' (základní postoj), technik „pěti pěstí“ a „dvanácti zvířat“ a cvičení s kopím. „Sing“ v názvu vyjadřuje podobu a „i“ úmysl. Na základě sing i čchüanu vytvořil Wang Siang-čaj nové bojové umění – i čchüan.